# Факел (хоккейный клуб, Салехард)
МХК «Факел» — молодёжный хоккейный клуб из города Салехард, Ямало-Ненецкий автономный округ. Выступает в Национальной молодёжной хоккейной лиге. До сентября 2023 года носил название МХК «Ямал». В сезоне 2024/25 будет выступать в Первенстве НМХЛ под новым названием «Факел-Ямал».

## История команды
Команда «Ямал» основана в 2021 году. В своем первом сезоне 2021/22 НМХЛ команда заняла 10-е место из 11 команд в конференции «Запад» и не попала в плей-офф. В сезоне 2022/23 команда заняла пятое место в регулярном чемпионате, вышла в плей-офф и остановилась в четвертьфинале розыгрыша. В 2023 году Правительством округа принято решение о создании спортивного общества «Факел», куда войдут все профессиональные команды округа (волейбол, хоккей, футбол). С сезона 2023/24 команда будет выступать под новым названием — «Факел». В сезоне 2023/24 команда заняла второе место в регулярном чемпионате (выше оказался только московский «Юнисон»), вышла в плей-офф и остановилась в четвертьфинале розыгрыша, уступив рыбинскому «Полёту».

## Руководство команды и тренерский штаб
- Генеральный директор — Зайцев Дмитрий Сергеевич
- Генеральный менеджер — Никандров Алексей Олегович
- Начальник команды — Ковалевский Александр Карлович
- Главный тренер — Малюшкин Илья Викторович
- Тренер — Тимофеев Григорий Анатольевич
- Тренер вратарей — Вайсер Артём Андреевич